# Csabaháza
Csabaháza (1899-ig Csabalócz, szlovákul: Čabalovce, ukránul: Csabalivci) község Szlovákiában, az Eperjesi kerület Mezőlaborci járásában. Csabalóc és Sterkóc egyesülésével jött létre.

## Fekvése
Mezőlaborctól 5 km-re délkeletre, a Laborc és a lengyel határ között fekszik.

## Története

### Csabalóc
1494-ben „Chabaloch” néven említik először, mint Barkóczy Miklós birtokát. Később az Erdődy családé, majd 1557-től 5 portával a homannai uradalom része, majd a 18. században a Hadik-Barkóczy család tulajdona. 1715-ben 18 lakott és 11 elhagyott ház állt a faluban. 1787-ben 50 háza volt 382 lakossal.
A 18. század végén Vályi András így ír róla: „CSABALÓTZ. Orosz falu Zemplén Vármegyében, földes Ura Gróf Barkótzy Uraság, fekszik hegyek között, nem meszsze Szterkótzhoz egy völgyben, és sokkal alább való Szterkótznál, sovány tulajdonságaihoz képest, harmadik Osztálybéli.”
1828-ban 49 ház állt itt 361 lakossal.
Fényes Elek 1851-ben kiadott geográfiai szótárában így ír a faluról: „Csabalócz, orosz falu, Zemplén vgyében, Papina fiókja: 6 róm., 352 g. kath., 6 zsidó lak., 709 hold szántófölddel. F. u. gr. Barkóczy. Ut. p. Homonna.”
1890 és 1900 között sok lakosa kivándorolt a tengerentúlra.

### Sterkóc
A hozzá tartozó Sterkóc is a Csabaházi birtokhoz tartozott. 1494-ben „Zterkocz” alakban említik először. 1694-ben egy járvány következtében majdnem a teljes lakosság elpusztult. A 18. században új birtokosai, a Szirmayak telepítették be újra. 1787-ben 41 házban 280 lakosa élt.
A 18. század végén Vályi András így ír róla: „STERKÓCZ. Orosz falu Zemplén Várm. földes Urai több Uraságok, lakosai oroszok, fekszik Csabalócz, és Viravához fél órányira; határja 2 nyomásbéli, földgye hegyes, agyagos, leginkább zabot, középszerűen pedig tatárkát, kölest, árpát, és tavaszi búzát terem; erdeje van, piatza Homonnán.”
1828-ban 39 háza volt 298 lakossal.
Fényes Elek 1851-ben kiadott geográfiai szótárában így ír a faluról: „Sterkócz, orosz falu, Zemplén vmegyében, Papina fiókja, 296 g. kath. lak., 289 h. szántófölddel. F. u. Kéry, Bernáth, Boronkay, Szirmay.”

### Csabaháza
Borovszky Samu monográfiasorozatának Zemplén vármegyét tárgyaló része szerint: „Csabaháza, azelőtt Csabalócz-Szterkócz. A gácsi határszélen fekvő ruthén kisközség, melynek lakosai nagyobb részben gör. katholikusok. 93 háza és 550 lakosa van. Postája, távírója és vasúti állomása Mezőlaborcz. Hajdan két különálló község volt. Csabalócz 1494-ben Erdődi Bakócz Miklós birtoka. 1548-ban Erdődy Pétert, de két évvel később már Drugeth Imrét, Gábort, Gáspárt és Ferenczet iktatják itt be. 1569-ben Rákóczy György, Kálnássy Ferencz és Deregnyey Pál kap rá kir. adományt, 1587-ben pedig Malikóczy Miklóst és Gábort találjuk itt. 1598-ban az akkori összeírás Wiczmándy Mártont, Palocsay Györgyöt, Homonnay Istvánt, Györgyöt és Borbálát nevezi meg birtokosaiul. Közben Pethő Jánosnak és Forgách Simonnak is voltak itt részeik. Azután a Barkóczyak lettek az urai és most is a Barkóczyaknak van itt nagyobb birtokuk. Szterkócz egész az 1694-iki összeírásig ugyanazokat uralta, a kiket Csabalócz; de az említett összeírásban már puszta helyként szerepel. Későbbi birtokosai azután a Szirmay, Kéry, Bernáth és Boronkay családok. A község lakosait 1831-ben és 1873-ban a kolera pusztította, 1889-ben pedig a falu nagy része leégett. A faluban levő gör. kath. templom 1741-ben épült.”
1914-1915-ben orosz katonák elpusztították. 1920 előtt Zemplén vármegye Mezőlaborci járásához tartozott. Lakói mezőgazdaságból éltek.

## Népessége
| Év:            | 1994. | 2004.    | 2014.   | 2024.    |
| -------------- | ----- | -------- | ------- | -------- |
| Emberek száma: | 308   | 360      | 368     | 328      |
| Eltérés:       |       | +16,88 % | +2,22 % | -10,86 % |

| Év:            | 2023. | 2024.   |
| -------------- | ----- | ------- |
| Emberek száma: | 330   | 328     |
| Eltérés:       |       | -0,60 % |

1910-ben 552, túlnyomórészt ruszin lakosa volt.
2001-ben 349 lakosából 156 szlovák és 150 ruszin volt.
2011-ben 358 lakosából 166 szlovák és 113 ruszin.

## Nevezetességei
Görögkatolikus temploma 1741-ben épült barokk stílusban.